# Aron Salomé Atchoumgaï
Aron Salomé Atchoumgaï, née le 12 août 2001, est une archère tchadienne.

## Carrière
Aron Salomé nait le 12 août 2001. Elle est médaillée de bronze en arc classique par équipe aux Jeux africains de 2019 à Rabat.